# Received Pronunciation

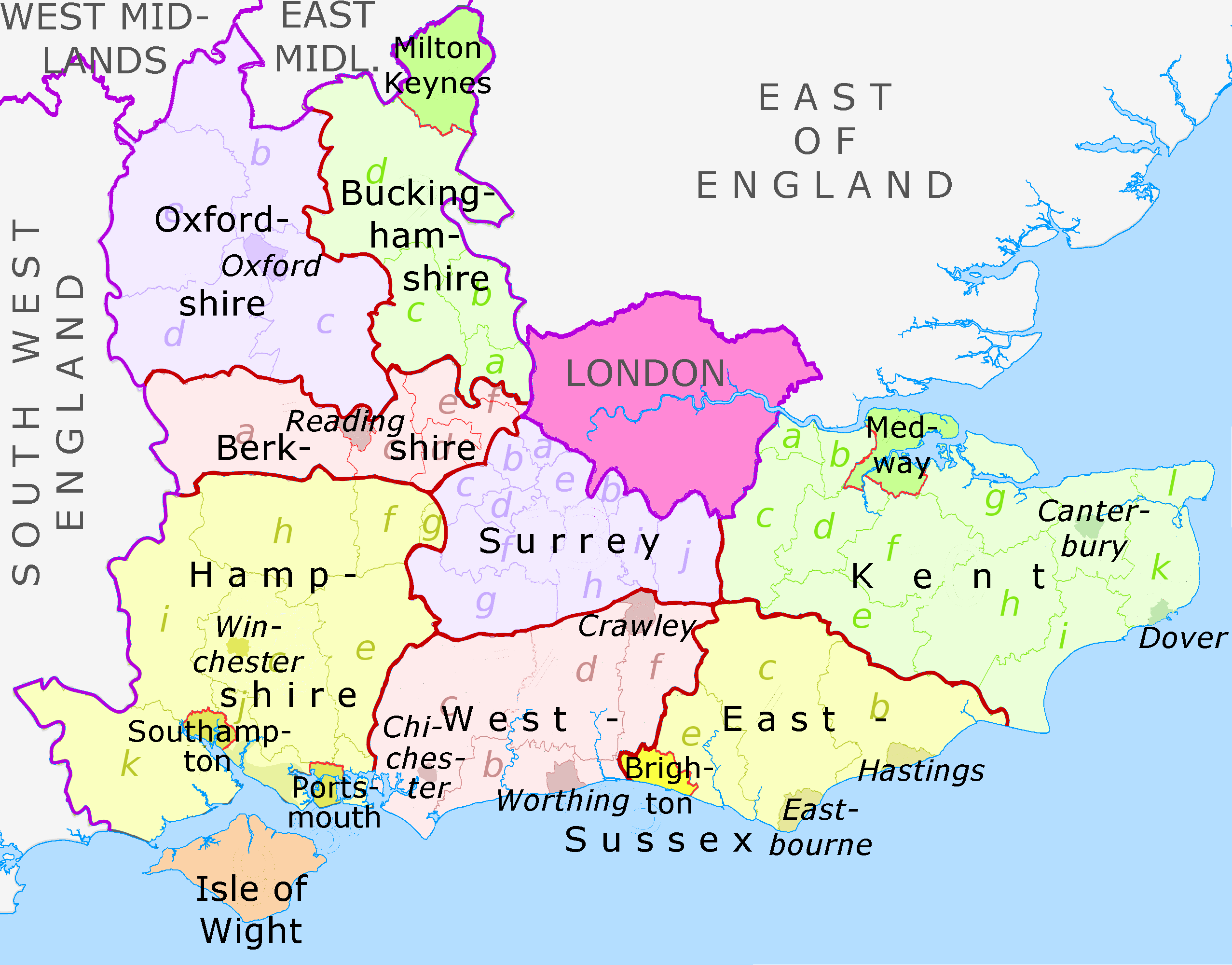
Received Pronunciation, het onderwezen gesproken Engels van Zuidoost-Engeland

Received Pronunciation (afgekort RP) is een uitspraakvariant van het Engels in Groot-Brittannië.
Received Pronunciation wordt ook wel Queen's English genoemd (het Engels van de koningin), Oxbridge- of (voorheen) BBC-Engels. Het is volgens de Concise Oxford English Dictionary "het onderwezen gesproken Engels van Zuidoost-Engeland". Deze uitspraak wordt ook geleerd aan niet-Engelssprekenden die Brits-Engels leren en het wordt gebruikt in de uitspraakschema's van de meeste Britse woordenboeken. Deze vorm van Engels wordt maar door een procent of drie van de Engelse bevolking als moedertaal gesproken. Er bestaan bovendien verschillende varianten van RP.
Veel Britten passen in het buitenland hun uitspraak aan Received Pronunciation aan, omdat ze op die manier beter worden verstaan dan wanneer ze hun eigen accent gebruiken. Om dezelfde reden passen Britten vaak hun woordenschat en grammatica aan het Standaardengels aan.

## Veranderende status vanReceived Pronunciation
Traditioneel gezien is RP de tongval van het Engels die gebruikt wordt in het dagelijks taalgebruik van gezinnen in Zuid-Engeland, waarvan de mannen onderwijs genoten hebben aan de grote public schools, waarbij onduidelijk is waar de spreker oorspronkelijk vandaan kwam, voordat hij naar kostschool ging. Jarenlang werd RP gezien als een teken van educatie. In de jaren 1950 was het voor iemand naar de universiteit ging heel normaal om zijn accent te wijzigen naar een accent dicht bij RP als zijn eigen accent te regionaal gekleurd klonk. Dit resulteerde (in een tijd dat slechts vijf procent van de bevolking naar de universiteit kon) in een elitaire connotatie bij het gebruik van RP, en degenen die zich bedienden van RP keken neer op degenen die dat niet deden.
Hier school enige waarheid in, aangezien de hoogst aangeschreven onderwijsinstituten (Oxford, Cambridge) van oudsher in Zuidoost-Engeland lagen, en degenen die daar zijn opgeleid namen als vanzelf het accent van hun medestudenten over. Er waren ook uitzonderingen: het accent van Edinburgh had bijvoorbeeld eenzelfde soort cachet.
Vanaf de jaren zeventig is de houding tegenover RP echter langzaam aan het veranderen. Een van de oorzaken was de invloed van premier Harold Wilson in de jaren zestig. Hij sprak met een sterk Yorkshire-accent, ongewoon voor een premier. Volgens sommigen overdreef hij zijn accent om zo de werkende klasse, waar zijn Labour Party voor stond, meer aan te spreken. Door deze trend, begonnen door Wilson en anderen in de jaren zestig, beschouwt men de accenten van de Engelse regio's en van Schotland, Wales en Ierland nu gelijkwaardig aan RP, dat aan het einde van de 20e eeuw nog maar door ongeveer 3% van de bevolking werd gesproken. BBC-verslaggevers hoeven RP niet meer te gebruiken en vaak doen zij dat ook niet meer.
De vorm van RP is gedurende de laatste vijftig jaar zelf ook veranderd. Geluidsopnamen en films uit de eerste helft van de 20e eeuw laten zien dat de klank /æ/ (zoals in land) standaard werd uitgesproken met een klinker die dicht bij [ɛ] lag, zodat land net zo klonk als lend. RP wordt soms ook Queen's English ('Engels van de koningin') genoemd, maar opnamen laten zien dat zelfs koningin Elizabeth II haar uitspraak heeft veranderd; aan het einde van haar leven gebruikte ze geen [ɛ]-klank meer in woorden als 'land'.
De verspreiding van Estuary-Engels vanuit de agglomeratie van Londen over het hele zuidwesten van het land heeft ertoe geleid dat sommige mensen geloven, dat dit accent in de toekomst de positie van RP als "Standaardengels" zal overnemen. Er zijn echter belangrijke factoren die op het tegendeel wijzen, zoals de lagere status en het gevoel van lagere intelligentie die kleven aan het Estuary-Engels, dat wordt gekarakteriseerd door het laten vallen van consonanten en het gebruik van de glottisslag.

## Amerika
Het Amerikaanse equivalent van RP is General American English, waarbij de r altijd wordt uitgesproken (in tegenstelling tot RP, dat non-rhotic is). Tot aan de Tweede Wereldoorlog gebruikten sommige acteurs en omroepers het nu niet meer gebruikte Mid-Atlantische accent, dat geheel is verdrongen door General American, en onder nieuwslezers het Standaard Midwesterse accent. Het accent van Iowa komt in hoge mate overeen met het General American. Zie voorts Amerikaans Engels.

## Fonologie

### Medeklinkers
Een tabel met de consonantische fonemen staat hieronder.
|                      | Bilabiaal | Labio- dentaal | Labio- velaar | Dentaal | Alveolaar | Post- alveolaar | Palataal | Velaar | Glottaal |
| -------------------- | --------- | -------------- | ------------- | ------- | --------- | --------------- | -------- | ------ | -------- |
| Stop                 | [p b]     |                |               |         | [t d]     |                 |          | [k g]  |          |
| Affrikaat            |           |                |               |         |           | [tʃ dʒ]         |          |        |          |
| Nasaal               | [m]       |                |               |         | [n]       |                 |          | [ŋ]    |          |
| Fricatief            |           | [f v]          |               | [θ ð]   | [s z]     | [ʃ ʒ]           |          |        | [h]      |
| Approximant          |           |                | [(ʍ) w]       |         | [ɹ]       |                 | [j]      |        |          |
| Laterale approximant |           |                |               |         | [l]       |                 |          |        |          |

Het foneem /ʍ/ komt alleen in de uitspraak voor van diegenen die geen h-deletie hebben ondergaan.

### Klinkers
De klinkerfonemen van RP staan in de volgende tabellen:
| Korte Monoftongen | Voor | Midden | Achter |
| ----------------- | ---- | ------ | ------ |
| Bijna gesloten    | [ɪ]  |        | [ʊ]    |
| Halfgesloten      |      | [ə]    |        |
| Halfopen          | [ɛ]  |        | [ʌ]    |
| Open              | [æ]  |        | [ɒ]    |

Voorbeelden: /ɪ/ in kit en mirror, /ʊ/ in foot en put, /ɛ/ in dress en merry, /ʌ/ in strut en curry, /æ/ in trap en marry, /ɒ/ in lot en orange, /ə/ in de tweede lettergreep van sofa.
| Lange Monoftongen | Voor | Midden | Achter |
| ----------------- | ---- | ------ | ------ |
| Gesloten          | [iː] |        | [uː]   |
| Halfopen          |      | [ɜː]   | [ɔː]   |
| Open              |      |        | [ɑː]   |

Voorbeelden: /iː/ in fleece, /uː/ in goose, /ɜː/ in nurse en bird, /ɔː/ in north en thought, /ɑː/ in father en start.
| Diftongen                         | Tweede component gesloten vooraan | Tweede component gesloten achteraan | Tweede component centraal |
| --------------------------------- | --------------------------------- | ----------------------------------- | ------------------------- |
| Eerste component gesloten vooraan |                                   |                                     | [ɪə]                      |
| Eerste component halfopen vooraan | [eɪ]                              |                                     | [ɛə]                      |
| Eerste component midden-centraal  |                                   | [əʊ]                                |                           |
| Eerste component open             | [aɪ]                              | [aʊ]                                |                           |
| Eerste component achter en gerond | [ɔɪ]                              |                                     | [ʊə]                      |

Voorbeelden: /ɪə/ in near en theatre, /eɪ/ in face, /ɛə/ in square en Mary, /əʊ/ in goat, /aɪ/ in price, /aʊ/ in mouth, /ɔɪ/ in choice, /ʊə/ in cure.
Er bestaan een paar variaties in de transcriptie, in het bijzonder
- /æ/? als in trap wordt vaak geschreven als /a/?.
- /ɛ/? als in dress wordt vaak geschreven als /e/?.
- /ɜː/? als in nurse wordt soms geschreven als /əː/?.
- /aɪ/? als in price wordt soms geschreven als /ʌɪ/?.
- /ɛə/? als in square wordt soms geschreven als /eə/?, en wordt soms ook behandeld als een lange monoftong /ɛː/?.

### Karakteristieken
- RP is een niet-rhotisch accent, wat wil zeggen dat /r/? niet voorkomt, behalve als hij onmiddellijk wordt gevolgd door een klinker.
- In tegenstelling tot Noord-Brits-Engels en de meeste varianten van Amerikaans-Engels is RP een brede-A-accent, waardoor woorden als bath en chance worden uitgesproken met /ɑː/? en niet met /æ/?.
- Het /t/?-foneem in woorden als butter is gewoonlijk niet geflapt (zoals in de meeste vormen van Amerikaans-Engels) of gerealiseerd als glottisslag (zoals in sommige accenten van Brits-Engels, waaronder Cockney).
- Anders dan bij veel andere varianten van Brits-Engels komt h-deletie in woorden als head niet voor.

### Historische variatie
Sommige ouderwetse vormen van RP hebben enige variatie in hun fonologie.
- Woorden als off, cloth, gone kunnen worden uitgesproken met /ɔː/? in plaats van /ɒ/?.
- De horse-hoarse samenvalling heeft bij de oudste sprekers nog niet plaatsgevonden, met als gevolg een extra tweeklank /ɔə/? in woorden als hoarse, force en mourning. Thans is dit verschil grotendeels weggewerkt.